# Vladimir Burcev
Vladimir Lvovič Burcev (rusky Владимир Львович Бурцев, 17. listopadu 1862 – 21. srpna 1942) byl ruský revoluční aktivista a spisovatel.
Stal se slavným tím, že odhalil velké množství agentů provokatérů, zejména Jevno Azefa v roce 1908.

## Životopis

### Mládí
Vladimir Lvovič Burcev se narodil v pevnosti Fort Ševčenko (on sám ve svých pamětech uvádí město Fort Perovskij) ve vojenské rodině. Jeho otec byl štábním kapitánem. V roce 1882 byl vyloučen z Petrohradské univerzity v roce 1885 z univerzity v Kazani, pokaždé pro účast ve studentských nepokojích. Jako člen skupiny Narodnaja volja byl uvězněn na dva roky v Petropavlovské pevnosti a v roce 1886 byl vyhoštěn do Irkutsku.

### Exil a publikace
V roce 1888 se Burcevovi podařilo uprchnout z vyhnanství a emigrovat do Švýcarska. V roce 1880 nastoupil na loď z Istanbulu do Londýna. V roce 1889 založil časopis "Svobodné Rusko", který existoval tři roky.
V roce 1898 byl Burcev zatčen britskou policií poté, co ve svém časopise "Národovec" oslavoval (neúspěšný) atentát na cara Mikuláše II.
V Londýně mezitím založil dva časopisy "Za sto let" a "Past". Po ruské revoluci roku 1905 se krátce vrátil ilegálně do Ruska a založil ruskou verzi Pasti. Po návratu na Západ v roce 1907 začal Burcev vydávat časopis "Obyčejná příčina", který byl pokračováním časopisu Pasti.
Tím, že pomohl odhalit mnoho policejních agentů, jako např. Jevno Azefa, se Burcev stal velice cenným pro kontrarozvědku a začalo se mu přezdívat "Sherlock Holmes revoluce".

### Pozdější život a smrt
Na počátku první světové války v roce 1914 se vrátil do Ruska, ale opět byl zatčen a odsouzen k vyhnanství. Roku 1915 byl amnestován a usadil se v Petrohradu.
Burcev usilovně oponoval bolševikům. V roce 1917 obvinil Lenina s jeho soudruhy, že jsou německými agenty. Ve článku svých novin pak vypsal hlavní nepřátele Ruska:
- 1. Bolševici, jejichž demagogie ohrožuje jejich vlastní cíle nad zájmy Ruska
- 2. Reakční síly
- 3. Němečtí agenti a špioni. Bolševici jsou a vždy byli agenty Viléma II.

Neváhal uveřejnit ani seznam dvanácti, podle jeho názoru nejnebezpečnějších, lidí (kromě Lenina a Trockého byli na seznamu i Kameněv, Zinovjev, Kollontajová, Steklov, Rjazanov, Kozlovskij, Lunačarskij, Rošal, Rakovskij a Gorkij)
V den říjnové revoluce byl na příkaz Trockého zatčen, což vedlo některé historiky, aby byl Burcev evidován jako první politický vězeň v SSSR.
V únoru 1918 byl na žádost Maxima Gorkého propuštěn a zbytek svého života strávil jako emigrant. Pobýval ve Finsku, Švédsku, Francii. Během ruské občanské války podporoval bělogvardějce, zejména Kolčaka a Děnikina. Burcevovy četné pokusy, aby se všechny anti-bolševické síly spojily pod jednou ideologickou záštitou, neuspěly.
Během třicátých let bojoval proti fašismu a antisemitismu. Roku 1942 zemřel v Paříži na chorobu krve.

## Publikace
- Белый террор при Александре III (Bílý teror pod Alexanderem III., 1890?)
- Историко-революционный альманах (Historicko-revoluční Almanach)
- О войне (O válce, 1916)
- Проклятие вам, большевики! Открытое письмо большевикам (Proklínám vás, bolševici! Otevřený dopis bolševikům, 1918)
- В борьбе с большевиками и немцами (V boji s bolševiky a Němci, 1919)
- Борьба за свободную Россию: Из воспоминаний (Zápas o svobodné Rusko: Vzpomínky, 1924)
- Юбилей предателей и убийц (Jubileum zrádců a vrahů, 1917-1927)
- В защиту правды. Перестанут ли клеветать? Дело генерала П.П. Дьяконова. Дело полковника А.Н. Попова и полковника И.А. де Роберти. Заговор молчания (V obraně pravdy. Konec pomluv? Věc generála P. P. Djakonova. Případ plukovníka Alexandra Popova a plukovníka I.A. de Roberti. Spiknutí ticha, 1931)
- Боритесь с ГПУ! (Boj s GPU!, 1932)
- Кружок русско-еврейской интеллигенции в Париже (Kruh rusko-židovské inteligence v Paříži, 1937).
- Протоколы Сионских мудрецов - доказанный подлог (Protokoly sionských mudrců: Osvědčený padělek, 1938).
- Преступления и наказания большевиков. По поводу 20-летнего юбилея предателей и убийц (Zločiny a tresty bolševiků. Jubileum 20 let zrádců a vrahů, 1938)